# Col du Cucheron (Entremont-le-Vieux)
Ne pas confondre avec le col du Cucheron dans le massif de la Chartreuse, en Isère, ni avec le col du Grand Cucheron dans la chaîne de Belledonne.
Le col du Cucheron est un col de France situé dans le massif de la Chartreuse, à 1 215 mètres d'altitude. Il se situe sur la commune d'Entremont-le-Vieux, entre le roc de Gleisin à l'ouest et le Cucheron à l'est, au sud de la station de sports d'hiver du Désert d'Entremont et au nord du village de Saint-Pierre-d'Entremont.

## Toponymie
« Cucheron » signifie « butte » ou « colline ».